# Pädagogische Hochschule Köthen

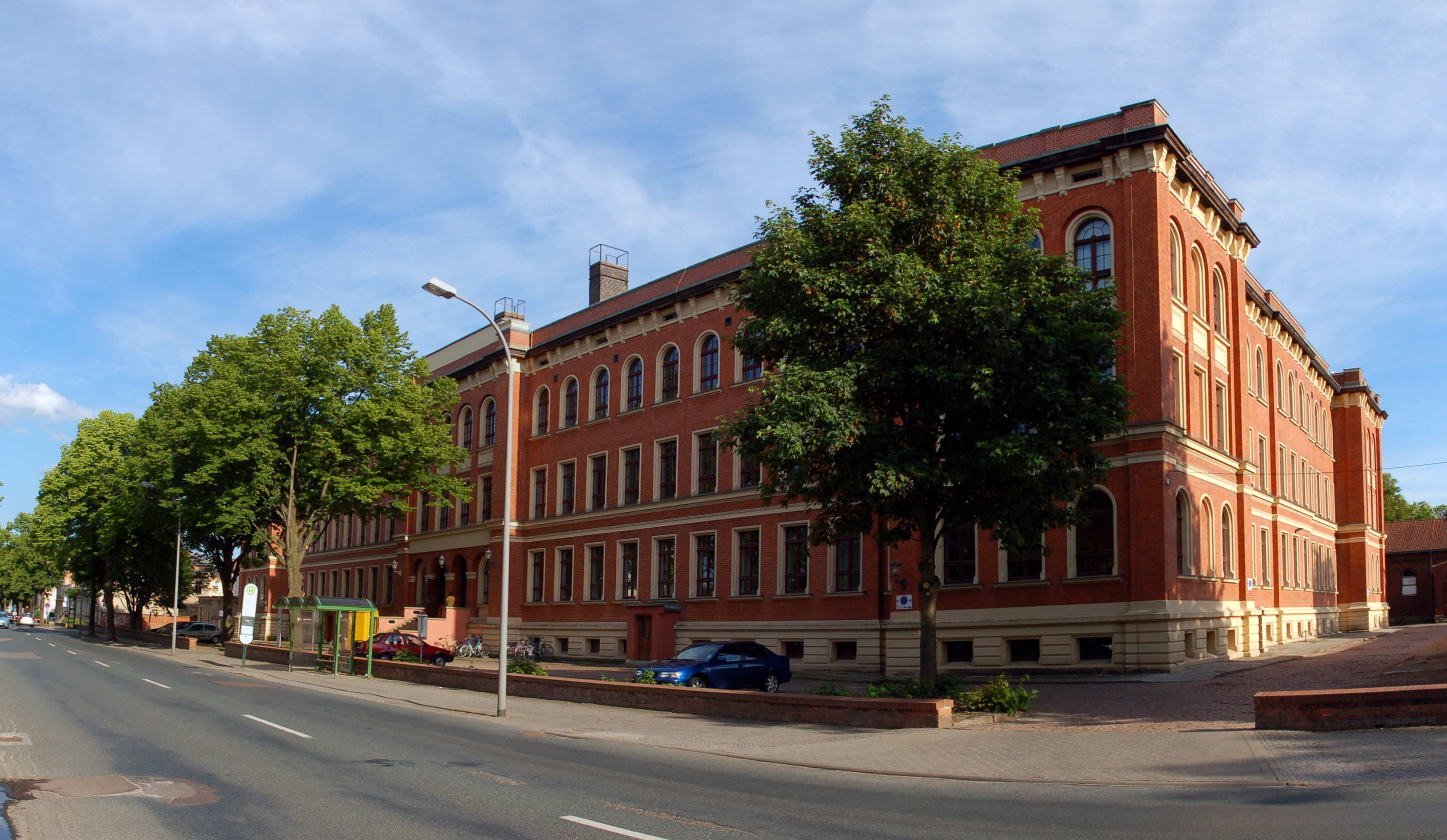
Ehemalige pädagogische Hochschule Köthen

Die ehemalige Pädagogische Hochschule Köthen oder auch Ratke-Gebäude ist ein denkmalgeschütztes Gebäude in der Stadt Köthen in Sachsen-Anhalt. Im örtlichen Denkmalverzeichnis ist das Gebäude unter der Erfassungsnummer 094 70502 als Baudenkmal verzeichnet.
Bei dem Gebäude mit der Adresse Lohmannstraße 23 handelt es sich um die ehemalige pädagogische Hochschule in Köthen. Das Gebäude ist ein Ziegelbau mit einer nüchternen Fassade, dieser Baustil war zu jener Zeit kennzeichnend für Verwaltungs- und Schulbauten.

## Geschichte
Das Gebäude wurde von 1885 bis 1887 erbaut. Am 1. November 1887 fand die feierliche Einweihung des Herzoglich Anhaltischen Landesseminars für Lehrerbildung statt. Seitdem fand in Köthen Lehrerbildung, im Bereich der naturwissenschaftlichen Fächer, statt. Im Laufe der Jahre wurde die Institution, die das Gebäude nutzte, mehrmals umgenutzt und umbenannt. So hieß die Einrichtung von 1920 bis 1936 Deutsche Oberschule, fungierte von 1950 bis 1963 als Institut für Lehrerbildung, ab 1963 als „Pädagogisches Institut“, ab 1974 als Pädagogische Hochschule. Zu Ehren des Didaktikers und Pädagogen Wolfgang Ratke erhielt die Einrichtung im Jahr 1974 den Namen Pädagogische Hochschule Wolfgang Ratke. 1988 wurde sie mit der PH Halle zur Pädagogischen Hochschule Halle–Köthen „N. K. Krupskaja“ vereinigt, die aber nur für zwei Jahre Bestand hatte. 1991 legte die Einrichtung den Namen ab und nannte sich seitdem nur noch Pädagogische Hochschule Halle-Köthen. Im selben Jahr war die Hochschule Gastgeber der internationalen Reformpädagogik-Konferenz.
Das von 1970 bis 1992 bestehende Institut für Schulpädagogik und Grundschuldidaktik der Pädagogischen Hochschule „Wolfgang Ratke“, danach der Pädagogischen Hochschule Halle-Köthen, ist seit 1993 ein Institut der Martin-Luther-Universität Halle-Wittenberg. Das Institut wurde 1997 endgültig aufgelöst und die Ausbildung von Pädagogen in der Stadt Köthen eingestellt. Seither ist das Gebäude ein Teil der Hochschule Anhalt.

## Quelle
- Geschichte